# 박강산
박강산(朴江山, 1994년 11월 19일~)은 대한민국의 정치인이다. 제11대 서울특별시의회 의원이다.

## 학력
- 전북대학교 사범대학 부설고등학교 졸업
- 건국대학교 사회과학대학 정치외교학과 졸업
- 서울대학교 행정대학원 행정학과 석사과정 재학

### 비학위과정
- 서울시립대학교 제3기 의정·정책 고위과정 수료

## 경력
- 2014. 새정치민주연합 입당
- 2022. 제20대 대통령선거 더불어민주당 서울특별시당 공동선거대책위원장
- 제11대 서울특별시의회 의원
- 제11대 서울특별시의회 교육위원회 부위원장
- 제11대 서울특별시의회 예산결산특별위원회 위원
- 제11대 서울특별시의회 행정자치위원회 위원
- 제11대 서울특별시의회 대변인
- 2024. 더불어민주당 집권플랜본부 기획상황본부 기획위원
- 2025. 제21대 대통령선거 더불어민주당 중앙선거대책위원회 청년부대변인

## 수상
- 2020. 서울특별시장 표창
- 2021. 서울특별시의회 의장 표창
- 2023. 서울시립대학교 총장상
- 2023. 제13회 우수의정대상
- 2023. 지방의정대상 우수상
- 2024. 행정사무감사 우수의원상
- 2024. 제9회 대한민국 청소년희망대상

## 역대 선거 결과
| 실시년도 | 선거     | 대수 | 직책   | 선거구     | 정당         | 득표수      | 득표율         | 순위         | 당락 | 비고           |
| -------- | -------- | ---- | ------ | ---------- | ------------ | ----------- | -------------- | ------------ | ---- | -------------- |
| 2022년   | 지방선거 | 11대 | 시의원 | 서울특별시 | 더불어민주당 | 1,809,636표 | \| \| 40.6% \| | 비례대표 2번 |      | 초선, 민선 8기 |
|          | 40.6%    |      |        |            |              |             |                |              |      |                |